# Andreas Michel (Theologe)
Andreas Michel (* 1963 in Waldshut) ist ein deutscher römisch-katholischer Theologe (Alttestamentler).

## Leben
Michel studierte katholische Theologie und Geschichte an der Universität Freiburg, in Jerusalem und an der Universität Tübingen. Von 1988 bis 1991 studierte Michel Altorientalistik und Ägyptologie in Tübingen. 1990 war er 2000 Assistent im Alten Testament bei Walter Groß in Tübingen, bei diesem wurde er auch 1997 promoviert. Von 2000 bis 2005 war er Assistent im Alten Testament bei Hermann-Josef Stipp an der Universität Mainz. 2003 erfolgte seine Habilitation in Tübingen. Seit 2006 ist Michel Professor für Biblische Theologie an der Universität Köln.
Michel ist verheiratet mit Claudia Lücking-Michel und hat drei Kinder.

## Schriften (Auswahl)
- Theologie aus der Peripherie. Die gespaltene Koordination im Biblischen Hebräisch (= Beihefte zur Zeitschrift für die alttestamentliche Wissenschaft 257), de Gruyter, Berlin-New York 1997 (Dissertation).
- mit Hermann-Josef Stipp (Hrsg.): Gott, Mensch, Sprache. Schülerfestschrift für Walter Groß zum 60. Geburtstag (= Arbeiten zu Text und Sprache im Alten Testament 68), EOS-Verlag, St. Ottilien 2001.
- Gott und Gewalt gegen Kinder im Alten Testament (= Forschungen zum Alten Testament 37), Mohr Siebeck, Tübingen 2003 (Habilitationsschrift).